# 039형 잠수함
039형 잠수함은 중화인민공화국 인민해방군 해군의 대표적인 디젤 잠수함이다. 2008년 기준으로, 중국의 디젤 잠수함이라고 하면 쑹급 잠수함을 의미한다고 할 수 있다. 중국 최초의 AIP 잠수함이다.
중화인민공화국이 독자 개발한 재래식 동력 잠수함으로, 나토 코드명은 쑹급 잠수함(Song Class)이다. 중화인민공화국은 구 소련제 로미오급 잠수함을 개량한 035형 잠수함(나토코드 : 밍급)의 경험을 바탕으로 우한 선박 연구소(701연구소)와 우한 조선소가 개발했다. 그러나 최초 선도함은 소음이 심하여 1척만 건조되었고, 이어 개량형인 039G형과 039A형을 개발했다. 이들 3가지 종류의 039형은 1994년부터 2006년까지 총 13척이 건조되었다.
2006년 10월 26일, 쑹급 잠수함이 미국 해군 CV-63 USS 키티호크 항공모함을 어뢰로 공격할 수 있는 8 km 거리까지 몰래 접근했으며, 키티호크함을 호위하던 전함과 잠수함들은 사전에 탐지하지 못했다.

## 같이 보기
- 035형 잠수함 (밍급 Ming Class) 소련의 로미오급 잠수함. 중국에서 밍급은 대부분 퇴역하고 31척이 훈련용으로 사용되고 있다. 밍급의 후속 기종이 바로 쑹급이다.
- 041형 잠수함 (유안급, Yuan Class) 039형의 후속 기종이다. 대규모 생산은 이루어지지 않고 있다.
- 091형 잠수함 (한급, Han Class) 2008년 기준으로 중국 디젤 잠수함의 주축은 039형이며, 원자력 잠수함의 주축은 091형이다. 중국의 1세대 공격형 원자력 잠수함이다.
- 092형 잠수함 (샤급, Xia Class) 퇴역한 것으로 알려져 있다.
- 093형 잠수함 (샹급, Shang Class) 최근 진수되었다는 보도가 있다.
- 094형 잠수함 (진급, Jin Class) 최근 진수되었다는 보도가 있다.
- 손원일급 잠수함 - 대한민국 최초의 AIP 잠수함
- 소류급 잠수함 - 일본 최초의 AIP 잠수함
- 상트페테르부르크급 잠수함 - 러시아 최초의 AIP 잠수함